# 글렌 T. 시보그
글렌 시어도어 시보그(영어: Glenn Theodore Seaborg, 1912년 4월 19일 ~ 1999년 2월 25일)는 미국의 화학자이다. 오랫동안 캘리포니아 대학교 버클리에서 교수로 재직했던 그는 플루토늄, 아메리슘, 퀴륨, 버클륨, 캘리포늄, 아인슈타이늄, 페르뮴, 멘델레븀, 노벨륨, 로렌슘 등의 원소를 발견하였다. 초우라늄 원소 발견에 기여한 공로로 에드윈 맥밀런과 함께 1951년 노벨 화학상을 수상하였다. 106번 원소 시보귬의 이름은 그의 이름에서 따온 것이다.
1934년부터 1940년까지 우라늄원소보다 더 큰 원자번호를 가지고 있는 초우라늄 원소를 찾기 위한 노력을 했으나, 핵변환 실험으로는 너무 미소한 분량이 만들어지기 때문에 화학적으로는 분리할 수가 없었다. 1940년 초 사이클로트론을 사용한 실험에서 최초로 93번 원소가 분리되었는데, 이 원소가 넵투늄이다.
영국에서 만들어진 레이다용 마그네트론이 매사추세츠 공과대에 기증되었는데, 이때 젊은 화학자 글렌 시보그(Glenn T. Seaborg 1912~1999)와 물리학자 에밀리오 세그레 (Emilio Segre 1905~1989)가 참여하게 된다.
시보그는 사이클로트론을 쬘 때 만들어지는 여러 가지 동위원소의 화학적 분리법을 터득하고 있었다. 그는 사이클로트론을 사용하여 간접적으로 만들어지는 중성자와 우라늄을 충돌시켜 넵투늄을 만들었다. 60인치 사이클로트론으로 중양자를 가속시켜 베릴륨 금속에 충돌시키니 중성자가 튀어나오고, 이 중성자를 감속시켜 다시 우라늄과 충돌시킨다. 1.2kg의 초산우라닐(uranyl)을 넣어 6시간 동안 충돌시킨 다음 우라늄, 핵분열물, 넵투늄을, 그리고 플루토늄이 들어 있는 것으로 추측되는 희토류화합물을 분리하는 데 성공했다. 이 희토류화합물에서 강한 알파입자가 나오고 있다는 사실도 확인했다.
분리에 성공한 넵투늄의 양은 백만 분의 1g 정도지만 강한 베타선이 방출되고 있었기 때문에, 시간이 지나면서 플루토늄이 만들어졌다. 최초로 만들어진 플루토늄을 다시 사이클로트론으로 만든 열중성자와 충돌시켜 핵분열반응을 확인했다.
플루토늄이 핵분열반응을 할 것이라는 예측은 보어와 휠러의 이론적인 계산으로 알고 있었지만, 그것을 어떻게 만들지 연구한 것은 페르미와 그의 제자 에밀리오 세그레였다. 세그레는 아직 발견하지는 못했지만 43번 원소인 테크네튬을 확인하고 싶어 가속기가 있던 버크레이를 방문한다. 42번 원소인 몰리브데넘을 사이클로트론으로부터 나오는 중양자빔으로 조사하면 테크네튬이 만들어질 것이라고 제안하여 실험에 들어갔다. 일 년 후 중양자로 조사한 몰리브데넘 덩어리 속에서 테크네튬을 분리하는 데 성공했다. 희랍어로 인조란 뜻에서 따온 테크네튬은 과학의 역사에서 인간의 손에 의해 만들어진 최초의 원소였다.
초우라늄 원소에 대한 연구가 진척됨에 따라 플루토늄이 핵분열반응을 일으킬 수 있는 원소가 될 것이라는 예측이 나왔고, 플루토늄의 생산법이 연구되었다. 시보그와 세그레이는 버크레이의 사이클로트론으로 넵투늄과 플루토늄을 찾는 공동연구를 시작하였다.
그들은 플루토늄-239가 우라늄-235보다 더 큰 핵분열 단면적을 가지고 있음을 발견하는데, 이것은 원자폭탄을 만드는 데 공업적으로 어려운 우라늄-235의 농축작업을 하지 않아도 된다는 의미였다. 이로 인해 원자폭탄 제조를 위한 프로젝트가 급진전을 이루게 되었고, 플루토늄을 제조하기 위한 원자로가 계획되었다.
플루토늄과 핵분열의 발견에 참여한 핵심 과학자들은 후에 모두 노벨상을 수상했다. 시보그는 에드윈 맥밀런과 함께 넵튜늄과 플루토늄을 발견한 공으로 노벨화학상을 수상했다. 핵분열 단면적을 측정하여 플루토늄이 우라늄-235보다 더 효과적인 원자폭탄의 재료가 된다는 것을 발견한 에밀리오 세그레는 1959년 반양성자 발견으로 노벨물리학상을 받았다.